# 杰克·巴特兰
杰克·巴特兰（英語：Jack Butland；1993年3月10日—），是一名英格蘭足球運動員，現效力於蘇超球队格拉斯哥流浪，他年僅18歲時就已經代表英格蘭青年隊各梯隊出賽（除了U18），在2012年歐洲國家盃中更以後備名單徵召上國家隊。

## 球會生涯
伯明翰
巴特兰生於布里斯托尔，在2007年加入伯明翰受訓，2009年離開學校，加入伯明翰青年軍。年僅16歲的他就代表預備隊正選出戰，並簽下職業合同，為期兩年半，於17歲生日時生效。在2010年4月，由於科士打受傷及多伊尔患病，他被授予一隊號碼，在聯賽對狼隊中作替補身份。在2011－12球季，他兩度被外借至車頓咸以獲得出場機會，期間他與母會簽下一份長達5年的合同.。他在外借期間幫助車頓咸爭取升級資格，他的表現引來英超豪門球探的關注，並傳出收購他消息以紓緩財困的伯明翰。到2012年4月由於伯明翰門將米希尔受傷，他被球會召回作後備門將。
2012/13賽季，他獲分派首席門將的1號球衣，在8月18日首次為伯明翰出賽。然而在8月21日的比賽中兩次失誤使球隊以3-2不敵錫周三。
2013年1月21日，傳媒報導伯明翰因財困關係旗下一線球員有機會被賣，包括巴特兰。
史篤城
2013年1月31日，巴特兰以350萬英鎊轉會費加盟英超史篤城，並簽約四年半，但其仍會以外借方式繼續留在伯明翰直至2012/13年度英冠球季結束。
水晶宮
巴特兰于2020年10月16日与英超俱乐部水晶宫签约，合同为期三年。

## 國家隊
巴特兰於2008年10月3日首次為國家隊出場，他在首場U16比賽中力保大門不失球，使球隊在勝利盾對北愛爾蘭中大勝6-0。2009年他提拔至U17，並在2010年歐洲U-17足球錦標賽的決賽成為先發門將，對陣西班牙U17，並使球隊首度贏得冠軍。在2011年歐洲U-19足球錦標賽中他成為參賽隊員，但球隊在外圍賽中西班牙U19以得失球差壓英格蘭U19出線。巴特兰為2011年U20世界盃足球賽中英格蘭隊的先發門將，三場分組賽皆保持不保球，但在16強被尼日利亞攻破大門而出局。2011年9月1日，他僅以18歲之齡就代表英格蘭U21首次出賽，對戰阿塞拜疆，力保大門不失。
在2012年歐洲國家盃中，他被英格蘭主教練列入後備名單。但原本被徵召的諾域治門將约翰·鲁迪受傷，巴特兰臨危受命進入國家隊，雖然只是出場機會極微的三號門將。同年8月15日對陣意大利的友誼賽中，他為英格蘭隊先發出場45分鐘，以19歲加158日成為英格蘭主隊史上最年輕上場的門將。

## 榮譽
英格蘭U17
- 2010年歐洲U-17足球錦標賽

### 個人
- 英格蘭U21年度最佳球員：2015年